# Leffonds
Leffonds ist eine französische Gemeinde mit 344 Einwohnern (Stand: 1. Januar 2022) im Département Haute-Marne in der Region Grand Est; sie gehört zum Arrondissement Chaumont und zum Kanton Châteauvillain. 

## Geographie
Leffonds liegt etwa 15 Kilometer südsüdwestlich von Chaumont. Umgeben wird Leffonds von den Nachbargemeinden Foulain im Norden, Marnay-sur-Marne im Nordosten, Villiers-sur-Suize im Osten, Marac im Süden und Südosten, Bugnières im Westen und Südwesten sowie Richebourg im Nordwesten.
| Bevölkerungsentwicklung    | Bevölkerungsentwicklung | Bevölkerungsentwicklung | Bevölkerungsentwicklung | Bevölkerungsentwicklung | Bevölkerungsentwicklung | Bevölkerungsentwicklung | Bevölkerungsentwicklung | Bevölkerungsentwicklung |
| -------------------------- | ----------------------- | ----------------------- | ----------------------- | ----------------------- | ----------------------- | ----------------------- | ----------------------- | ----------------------- |
| Jahr                       | 1962                    | 1968                    | 1975                    | 1982                    | 1990                    | 1999                    | 2006                    | 2019                    |
| Einwohner                  | 318                     | 324                     | 301                     | 303                     | 271                     | 285                     | 312                     | 340                     |
| Quellen: Cassini und INSEE |                         |                         |                         |                         |                         |                         |                         |                         |

## Sehenswürdigkeiten
- Kirche Saint-Denis
- Augustinerkloster Mormant, dann als Komtur des Tempelritterordens, ab 1314 des Johanniterordens geführt

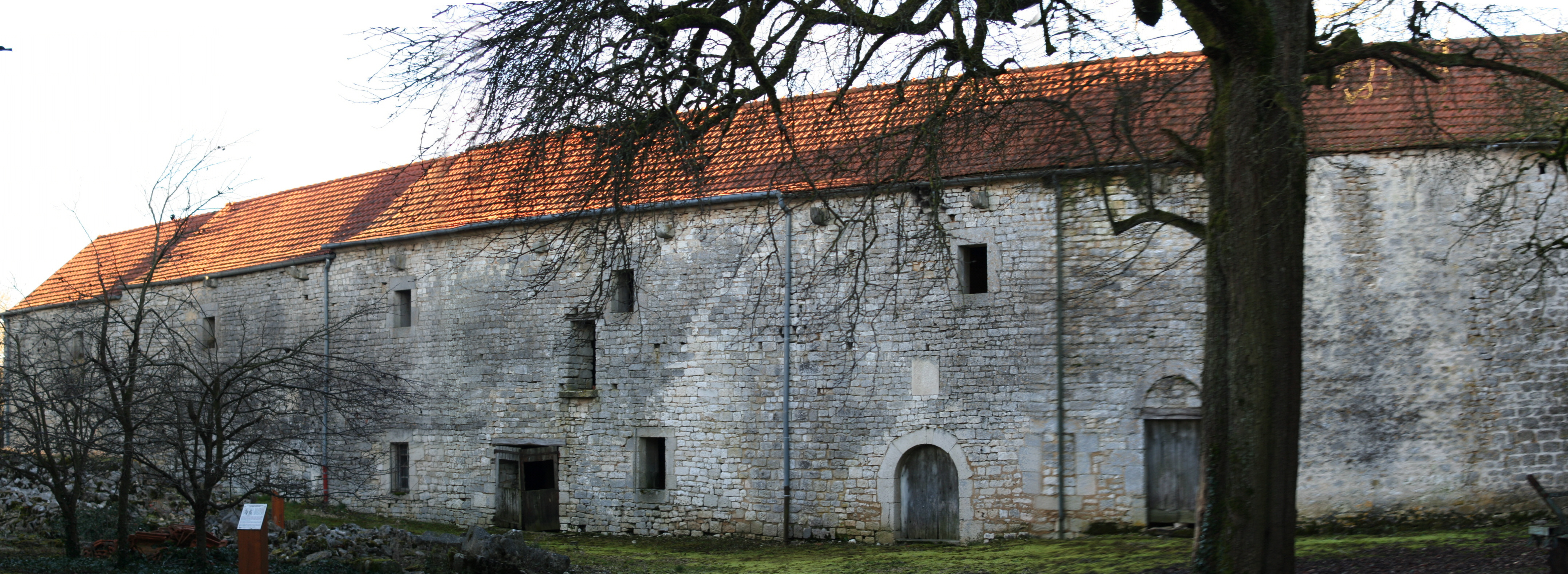
Reste des Klosters Mormant